# シュポルトフロインデ・ロッテ
シュポルトフロインデ・ロッテ（VfL Sportfreunde Lotte）はドイツ・ノルトライン＝ヴェストファーレン州のロッテにホームを置くサッカークラブである。

## 歴史
1929年に創設された。2004年にオーバーリーガ（旧4部）に昇格。2007-08年のシーズンでは、クラブ最高の4部4位の成績を収め、2008-09シーズンより、リーグの再編にともない新たに発足したレギオナルリーガ（4部）に所属することになった。

## タイトル

### 国内タイトル
- レギオナルリーガ・ヴェスト
  - 2012-13, 2015-16
- オーバーリーガ・ヴェストファーレン
  - 2023-24
- フェアバンツリーガ・ヴェストファーレン
  - 2004
- ランデスリーガ・ヴェストファーレン
  - 1996
- ベジルクスリーガ・ヴェストファーレン
  - 1989
- ヴェストファーレンカップ
  - 2014-15

### 国際タイトル
なし